# Rhipsalis lindbergiana
Rhipsalis lindbergiana là một loài thực vật có hoa trong họ Cactaceae. Loài này được K.Schum. miêu tả khoa học đầu tiên năm 1890.